# Décès en 1369
Décès
- 1365
- 1366
- 1367
- 1368
- 1369
- 1370
- 1371
- 1372
- 1373

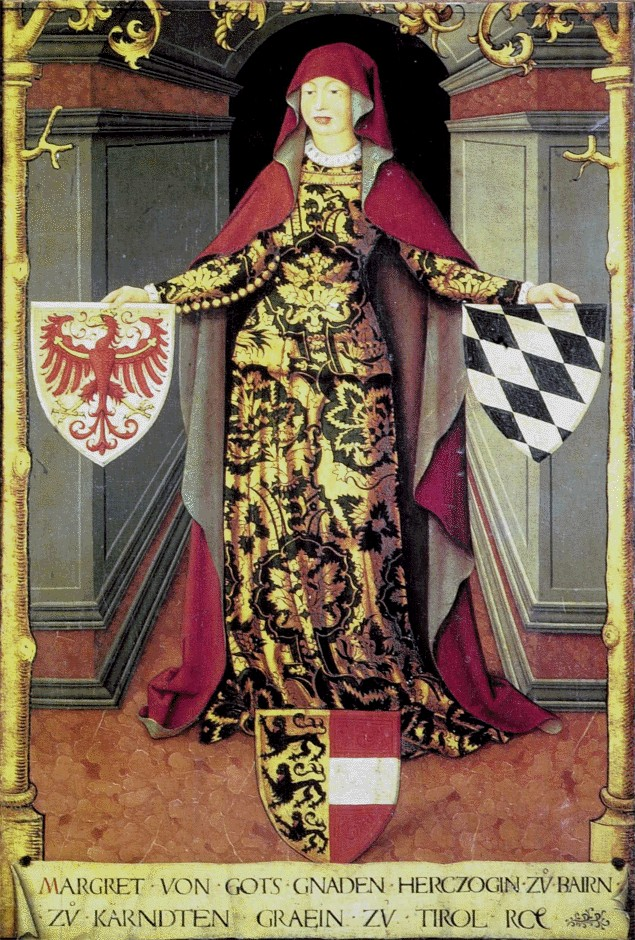
Margarete Maultasch, morte en 1369.

Cette page dresse une liste de personnalités mortes au cours de l'année 1369 :
- 17 janvier : Pierre Ier de Chypre, roi de Chypre.
- 23 mars : Pierre le Cruel, roi de Castille.
- 13 avril : Henri V de Fer, duc de Żagań, de la moitié de Głogów,  de Ścinawa et duc de la moitié de Ścinawa.
- 1er mai : Guillaume IV de Flavacourt, chancelier de Charles, comte de la Marche, gouverneur du Languedoc, capitaine et lieutenant du roi, évêque de Viviers, de Carcassonne, archevêque d'Auch puis de Rouen.
- peu avant le 14 août : Philippa de Hainaut, reine consort d'Angleterre, duchesse consort d'Aquitaine, princesse du Hainaut et princesse de Hollande.
- juin : Venceslas de Niemodlin, duc de Niemodlin conjointement avec ses frères comme corégents et duc de Gliwice.
- vers le 23 août : James Audley, chevalier anglais de la guerre de Cent Ans connu pour ses exploits au combat, membre fondateur de l'ordre de la Jarretière.
- 3 septembre : Marguerite de Carinthie, dernière comtesse du Tyrol de la dynastie des Meinhard.
- 22 septembre : Guy Gonzague de Mantoue, noble italien, seigneur de Mantoue.
- 29 septembre : Étienne Aubert le Jeune, évêque de Carcassonne, cardinal-diacre de Santa Maria in Aquiro, cardinal-prêtre de San Lorenzo in Lucina.
- 3 octobre : Margarete Maultasch, comtesse du Tyrol.
- 4 octobre : Guillaume d'Aigrefeuille l'Ancien, évêque catholique, cardinal de Saragosse.
- 7 octobre : Pierre de Bagnac, cardinal français.
- 4 novembre : Robert d'Ufford, 1er comte de Suffolk.
- 5 novembre : Nicolas de Besse, évêque de Limoges, cardinal-diacre de Sainte-Marie à Via Lata, dit le cardinal de Limoges.
- 13 novembre : Thomas de Beauchamp, 11e comte de Warwick.
- décembre : Pierre Fabri Ier, évêque de Riez.
- 4 décembre : Amédée IV de Genève, comte de Genève.

- Ibn Battûta, voyageur et écrivain berbère marocain.
- Guillaume Bragosse, cardinal français.
- Nicolas d'Autrécourt, philosophe nominaliste.
- Henri IV de Bade-Hachberg, margrave de Bade-Hachberg et seigneur de Kenzingen.
- Guillaume II de Brunswick-Lunebourg, duc de Brunswick-Lunebourg, prince de Lunebourg.
- Magnus Ier de Brunswick-Wolfenbüttel, prince de Brunswick-Wolfenbüttel.
- Marco de Viterbe, ministre général de l'ordre des franciscains puis cardinal-prêtre de S. Prassede.
- Patrick Dunbar, 9e comte de March.
- Ramathibodi Ier, fondateur du royaume d'Ayutthaya, dans l'actuelle Thaïlande.
- Agnes Randolph, dite Black Agnes, femme de Patrick V, comte de March, connue pour avoir défendu le château familial pendant son absence.
- Simon Tunsted, frère franciscain, théologien, philosophe et musicien anglais.
- Francesco Talenti, sculpteur et un architecte italien.
- Trần Dụ Tông, empereur du Đại Việt, 6e de la Dynastie Trần.
- Thokmé Zangpo, maître du bouddhisme tibétain.

## Crédit d'auteurs
- Cet article est partiellement ou en totalité issu de l'article intitulé « 1369 » (voir la liste des auteurs).